# Emilie Sauer

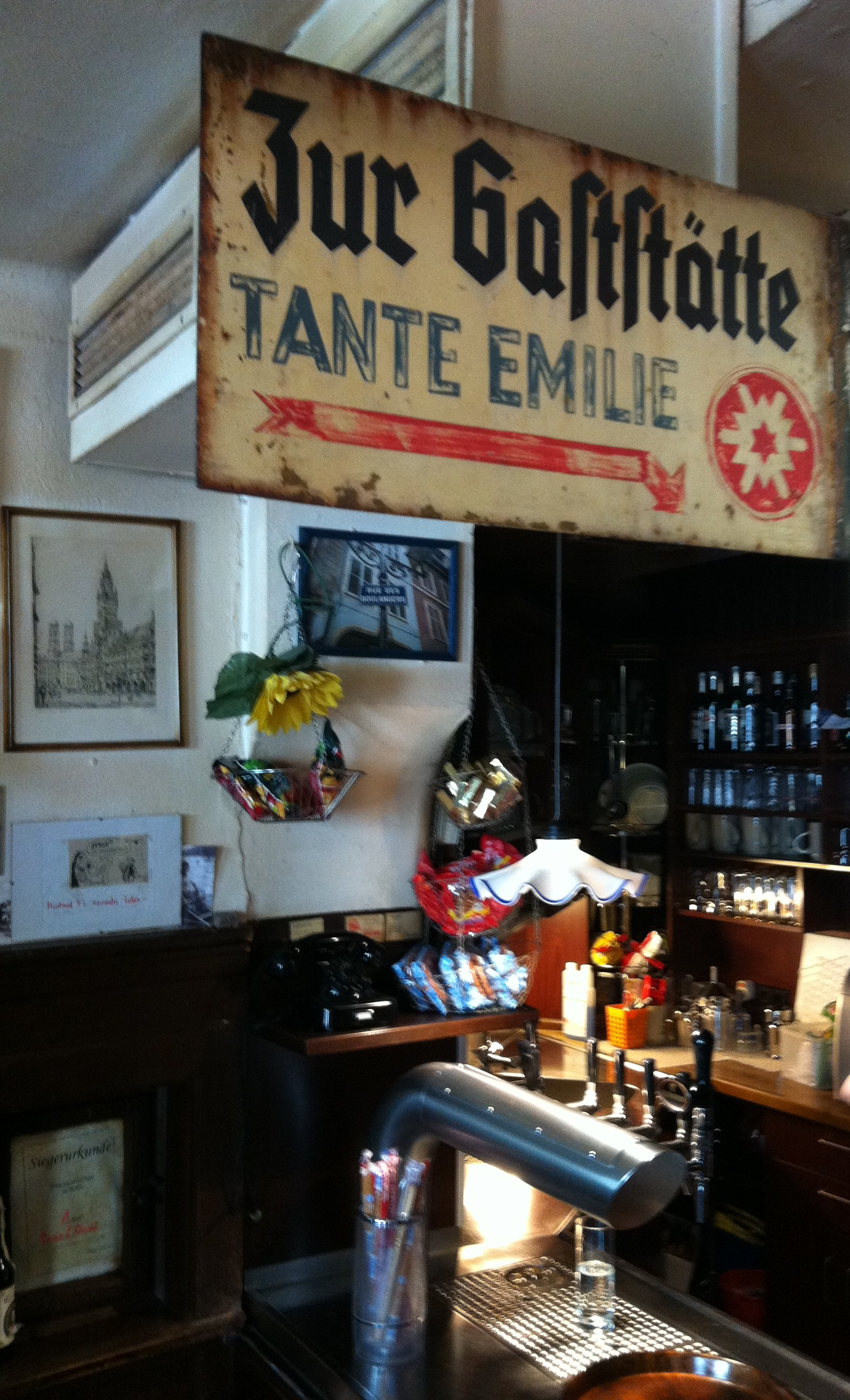
Hinweisschild zur Gaststätte Tante Emilie, heute im Boulanger an der Ecke von Collegiumsgasse und Hirschgasse in Tübingen

Emilie Sauer (* 17. April 1874 in Schnait; † 9. Januar 1959 in Tübingen) war die als Tante Emilie bekannte deutsche Wirtin der nach ihr benannten Tübinger Gaststätte.

## Tante Emilie
Am 1. Oktober 1942 erhielt die 68-Jährige „mit Rücksicht auf die Kriegsverhältnisse“ die Pachterlaubnis für die ehemals Wagner’sche Weinstube in der Tübinger Hirschgasse. Diese hatte nur niedrige Schankräume, eine enge und primitiv eingerichtete Küche und war bekannt für den „üblen Geruch aus der Abortgrube“. Daher war es schwierig, einen neuen Pächter zu finden, seit der vorherige Wirt Wilhelm Schnaith mit seinen Stammgästen in den „Bären“ umgezogen war.
Aus ihrer Remstaler Heimat schaffte die bald als Tante Emilie bekanntgewordene Metzgerstochter während des Zweiten Weltkrieges mit ihrem Wagen Milch, Most und Wein, Leber-, Streich- und Schwarzwurst herbei und konnte – wohl durch ihre Beziehungen ins Badische – sogar Tabak anbieten.

## Fackelzug
Am Abend des 25. Juli 1951 organisierten die Universität und die Stadt ihr einen Fackelzug, den ersten nach dem Krieg und den einzigen für eine Frau, dazu noch einer, die nie studiert hatte. Oberbürgermeister Wolfgang Mülberger, Universitäts-Rektor Helmut Thielicke und Tagblatt-Verleger Will Hanns Hebsacker teilten sich die Kosten für eine Sänfte, in der Tante Emilie zum Marktplatz getragen wurde – gefolgt von über 3000 Tübinger Fackelträgern.
Am Marktbrunnen sprach zunächst Helmut Thielicke, der das „Urbild der Tübinger Studentenmütter“ zur „Miss Tübingen“ kürte. In ihrer Person sollten sinnbildlich alle Tübinger Studentenmütter geehrt werden. Anschließend „vermählte“ der einstige Tübinger Philosophieprofessor und ehemalige Vikar Theodor Haering die Studentenschaft mit der Stadt und ließ beide einander ewige Treue und Liebe versprechen.

## Grab
Ihr Grab befindet sich in Tübingen auf dem Bergfriedhof (Grab Nr. 32, Abteilung 19).